# Theresienstraße 14; 16 (Bad Kissingen)

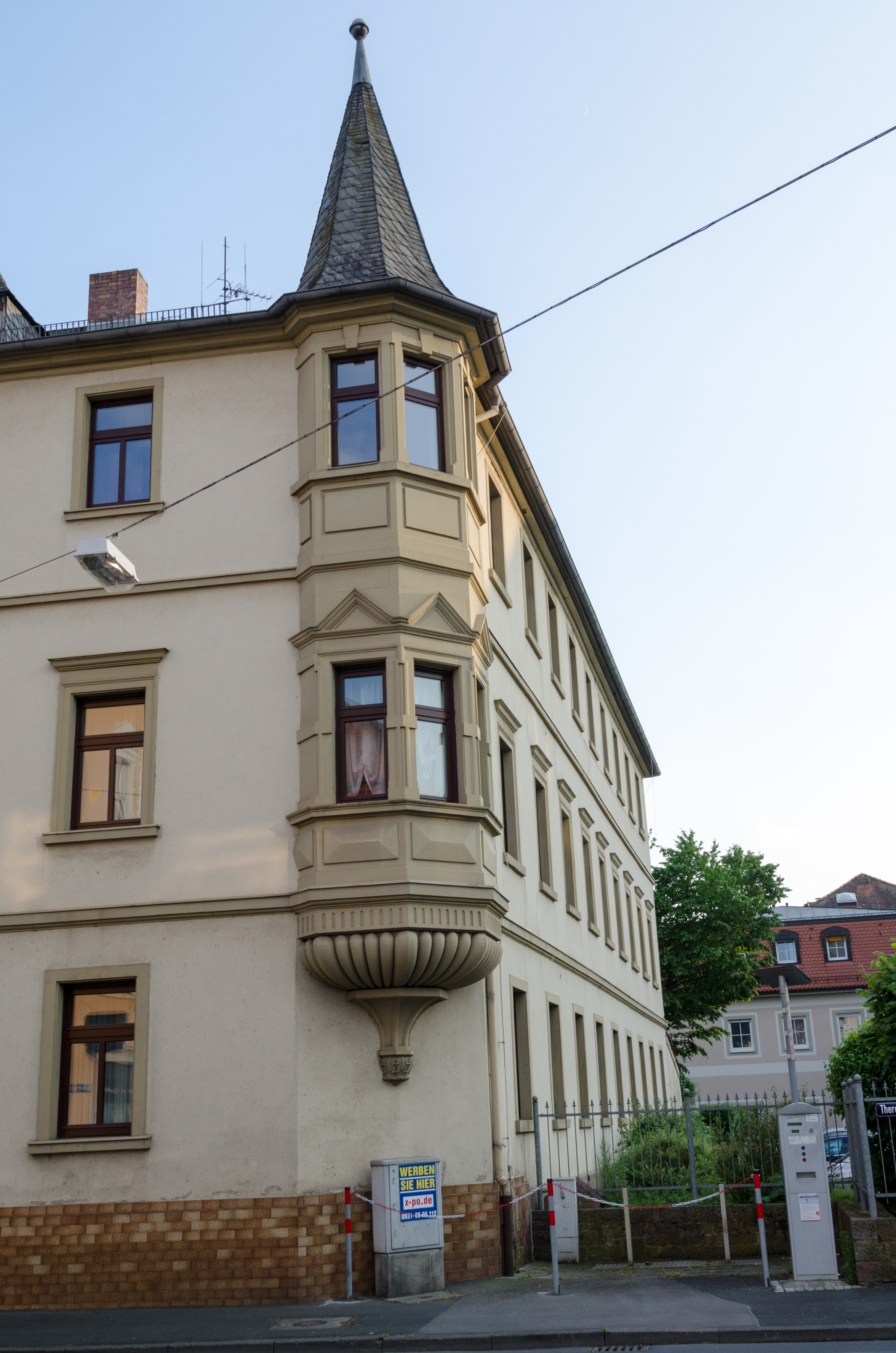
Theresienstraße 8 in Bad Kissingen (Nördlicher Eckerker).

Das Anwesen Theresienstraße 14; 16 in Bad Kissingen, der Großen Kreisstadt des unterfränkischen Landkreises Bad Kissingen, gehört zu den Bad Kissinger Baudenkmälern. Ursprünglich war es unter der Nummer D-6-72-114-353 in der Bayerischen Denkmalliste registriert.

## Geschichte
Das ursprünglich zweigeschossige Anwesen entstand in seinem Kern um 1840 als ehemalige Kuranstalt Dr. von Sohlern um das Jahr 1840. Das Gebäude bestand zunächst nur aus seiner heutigen linken (südlichen) Hälfte. Dieser Kern des Anwesens ist im Stil des Klassizismus gehalten und gehört zur ursprünglichen Bebauung der Theresienstraße im Stil des Biedermeier. Auf der der Fränkischen Saale zugewendeten Rückseite bestand eine zweiläufige, in ausgedehnte Gartenanlagen führende Freitreppe.
Um der steigenden Nachfrage des wachsenden Kurbetriebs gerecht zu werden, wurde gegen Ende des 19. Jahrhunderts unter Architekt Josef Wedler das dritte Geschoss sowie die heutige rechte (nördliche) Hälfte mit dem nördlichen Eckerker ergänzt. Der mit einem Spitzhelm versehene Eckerker ist seiner Entstehungszeit in den 1890er Jahren entsprechend im Stil der Neurenaissance gehalten.
Im Jahr 1936 wurde das Anwesen als Wohnhaus umgebaut.

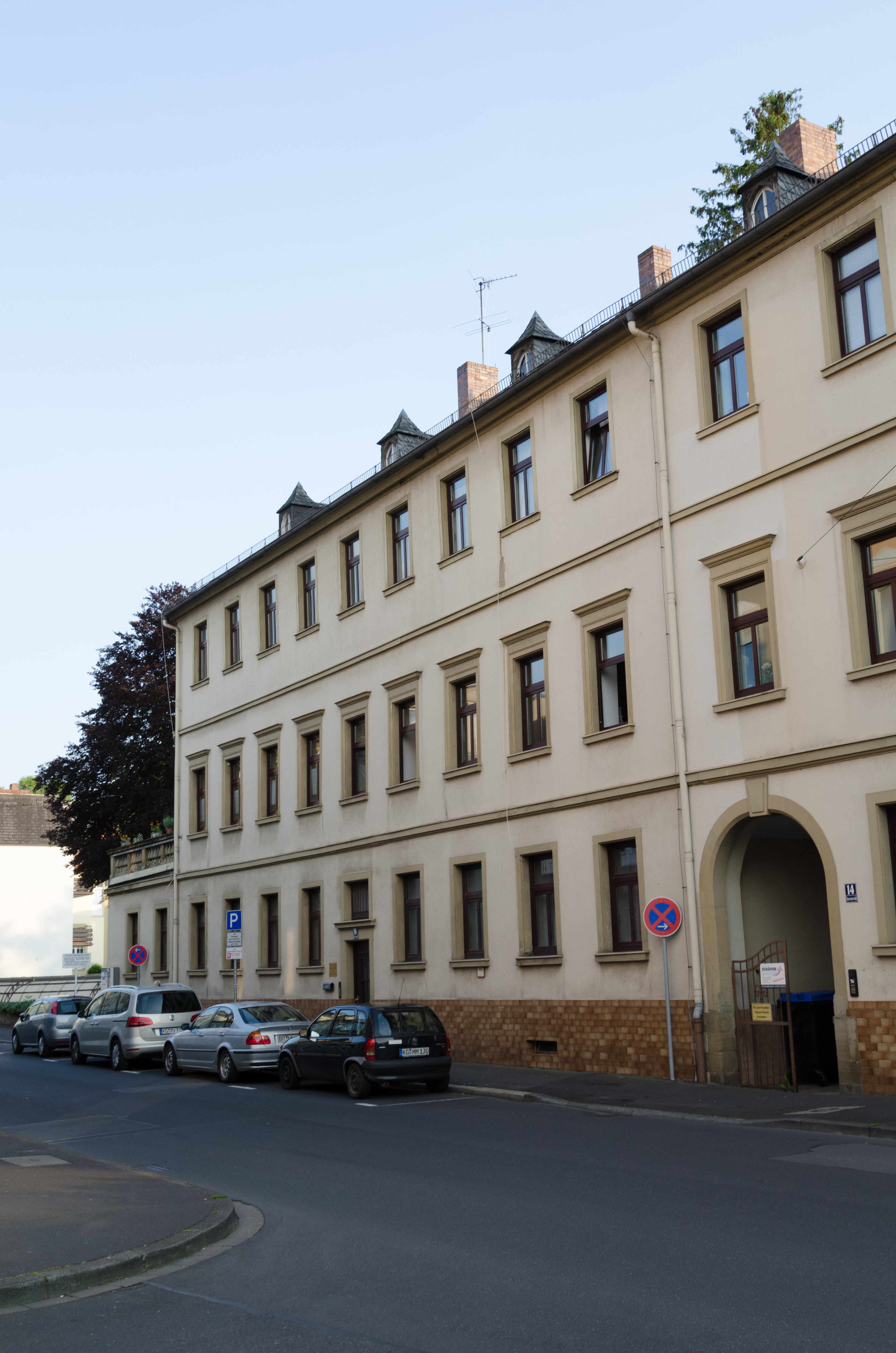
Theresienstraße 8, linke (südliche) Hälfte
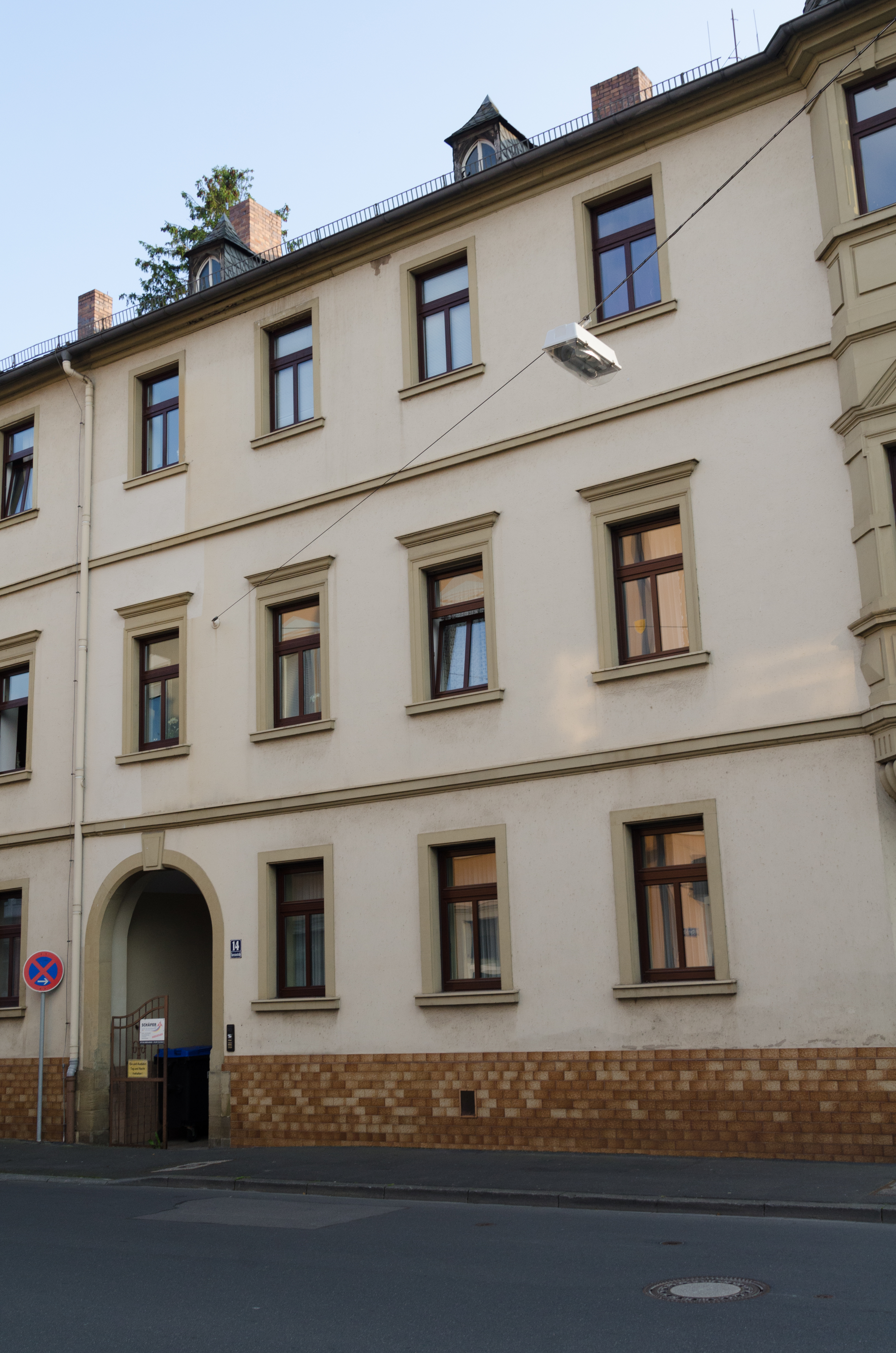
Theresienstraße 8, rechte (nördliche) Hälfte